# Краб-Орчерд (Західна Вірджинія)
Краб-Орчерд (англ. Crab Orchard) — переписна місцевість (CDP) в США, в окрузі Релей штату Західна Вірджинія. Населення — 2416 осіб (2020).

## Географія
Краб-Орчерд розташований за координатами 37°44′2″ пн. ш. 81°13′22″ зх. д. / 37.73389° пн. ш. 81.22278° зх. д. (37.733883, -81.222655).  За даними Бюро перепису населення США в 2010 році переписна місцевість мала площу 5,81 км², з яких 5,79 км² — суходіл та 0,02 км² — водойми.

## Демографія
Згідно з переписом 2010 року, у переписній місцевості мешкало 2678 осіб у 1108 домогосподарствах у складі 774 родин. Густота населення становила 461 особа/км².  Було 1223 помешкання (211/км²).
Расовий склад населення:
| - 97,9 % — білих - 0,4 % — чорних або афроамериканців - 0,1 % — вихідців з тихоокеанських островів - 0,1 % — азіатів |

До двох чи більше рас належало 1,6 %. Частка іспаномовних становила 0,3 % від усіх жителів.
За віковим діапазоном населення розподілялося таким чином: 22,1 % — особи молодші 18 років, 61,2 % — особи у віці 18—64 років, 16,7 % — особи у віці 65 років та старші. Медіана віку мешканця становила 40,6 року. На 100 осіб жіночої статі у переписній місцевості припадало 95,8 чоловіків;  на 100 жінок у віці від 18 років та старших — 91,6 чоловіків також старших 18 років.
Середній дохід на одне домашнє господарство  становив 51 814 долари США (медіана — 43 662), а середній дохід на одну сім'ю — 52 789 доларів (медіана — 46 167). За межею бідності перебувало 18,0 % осіб, у тому числі 37,6 % дітей у віці до 18 років та 12,7 % осіб у віці 65 років та старших.
Цивільне працевлаштоване населення становило 984 особи. Основні галузі зайнятості: освіта, охорона здоров'я та соціальна допомога — 41,0 %, науковці, спеціалісти, менеджери — 11,0 %, сільське господарство, лісництво, риболовля — 10,5 %.